# Henry Heroki Mochizuki
Henry Heroki Mochizuki (japanisch 望月 ヘンリー海輝 Mochizuki Henry Heroki; * 20. September 2001 in Fujimino, Präfektur Saitama) ist ein japanischer Fußballspieler.

## Karriere
Henry Heroki Mochizuki erlernte das Fußballspielen in der Schulmannschaft der Asaka Nishi High School sowie in der Universitätsmannschaft der Kokushikan-Universität. Seinen ersten Vertrag unterschrieb er am 1. Februar 2024 beim FC Machida Zelvia. Der Verein aus Machida, einer Stadt in der Präfektur Tokio, spielt in der ersten japanischen Liga. Sein Erstligadebüt gab Mochizuki am 24. Februar 2024 (1. Spieltag) im Heimspiel gegen Gamba Osaka. Bei dem 1:1-Unentschieden wurde er in der 82. Minute für den Chilenen Byron Vásquez eingewechselt.